# هال (ماساچوست)
هال، ماساچوست
هال(به انگلیسی: Hull) شهرکی در شهرستان پلیموت ایالت ماساچوست می‌باشد که در سال ۱۶۴۴ بنیان‌گذاری شده‌است. این شهرک در سرشماری سال ۲۰۱۰ میلادی، ۱۰٬۲۹۳ نفر جمعیت داشته‌است.

## نگارخانه

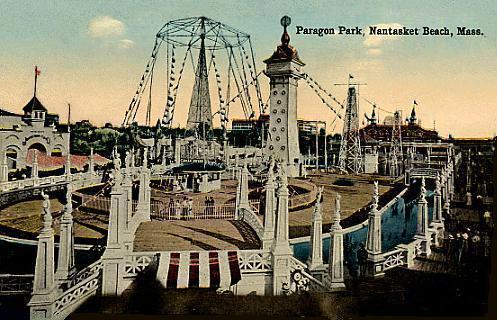
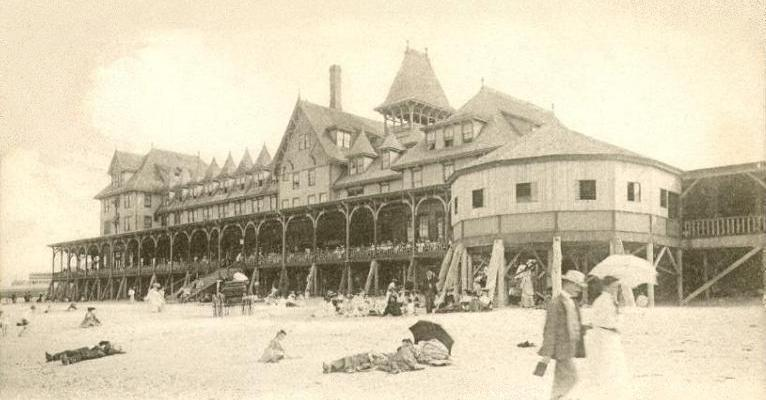
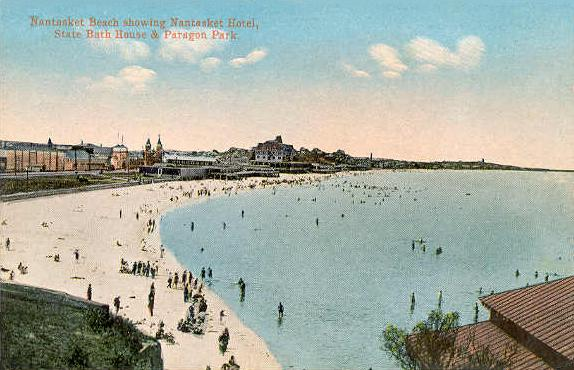
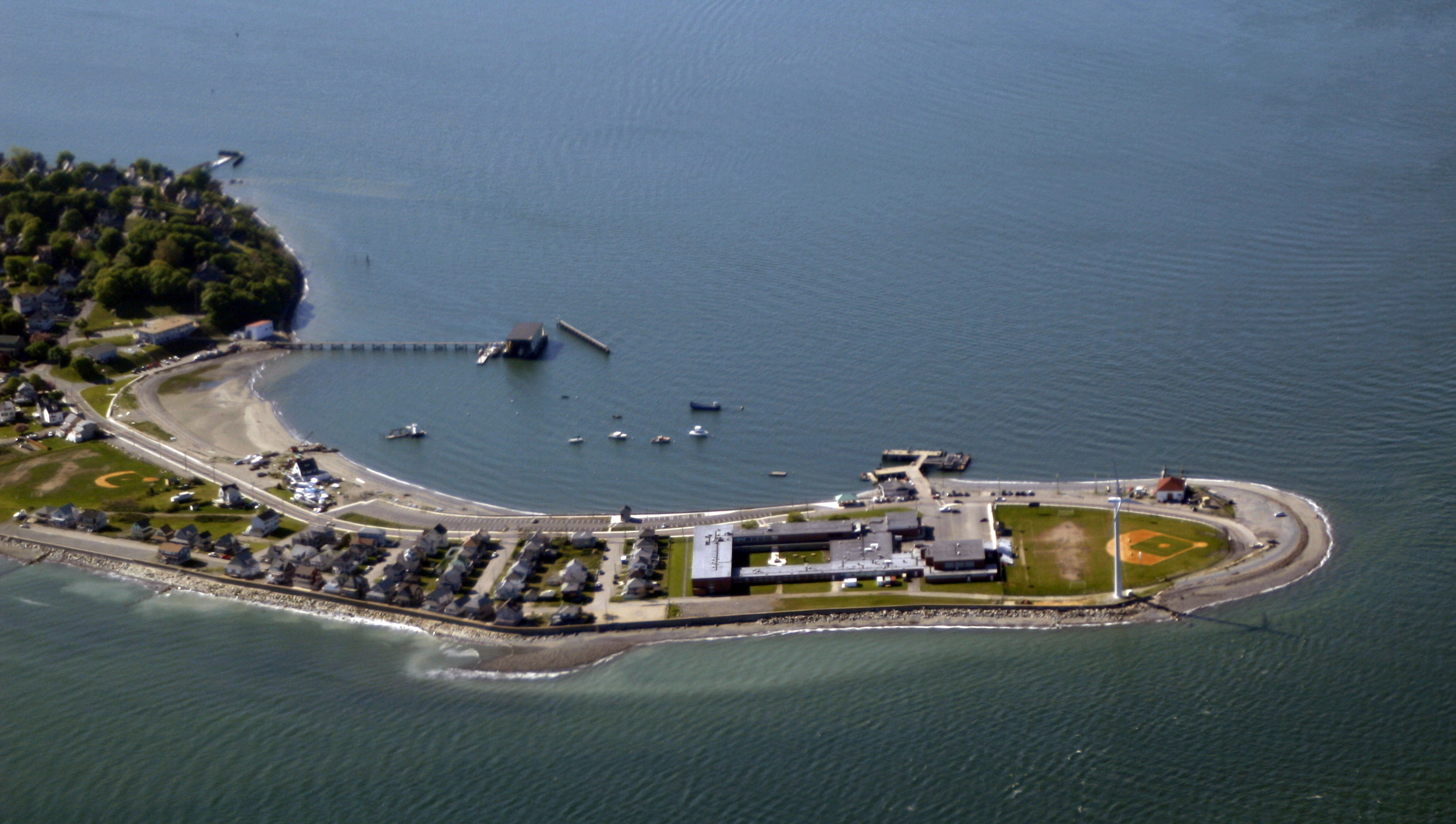
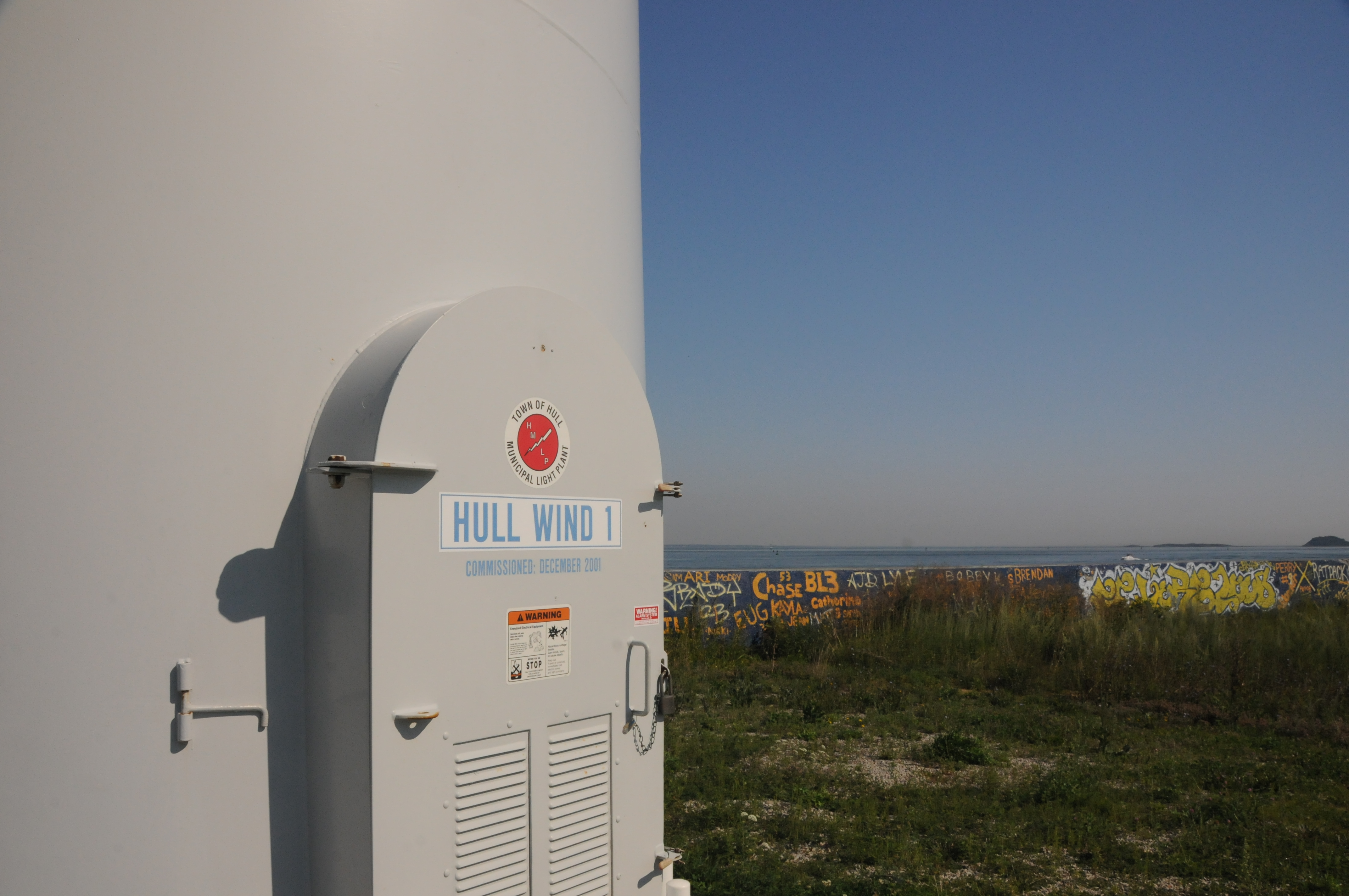
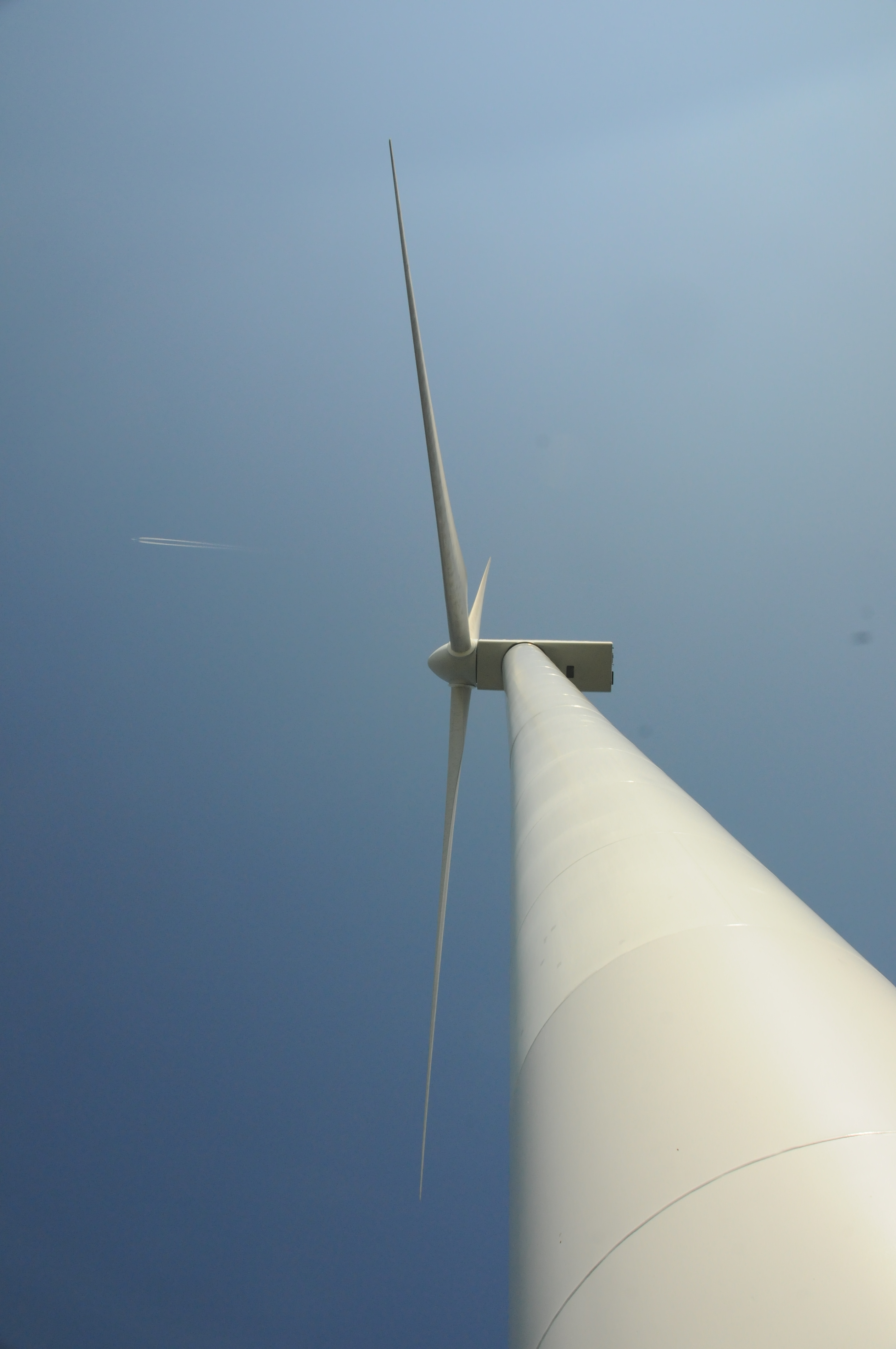
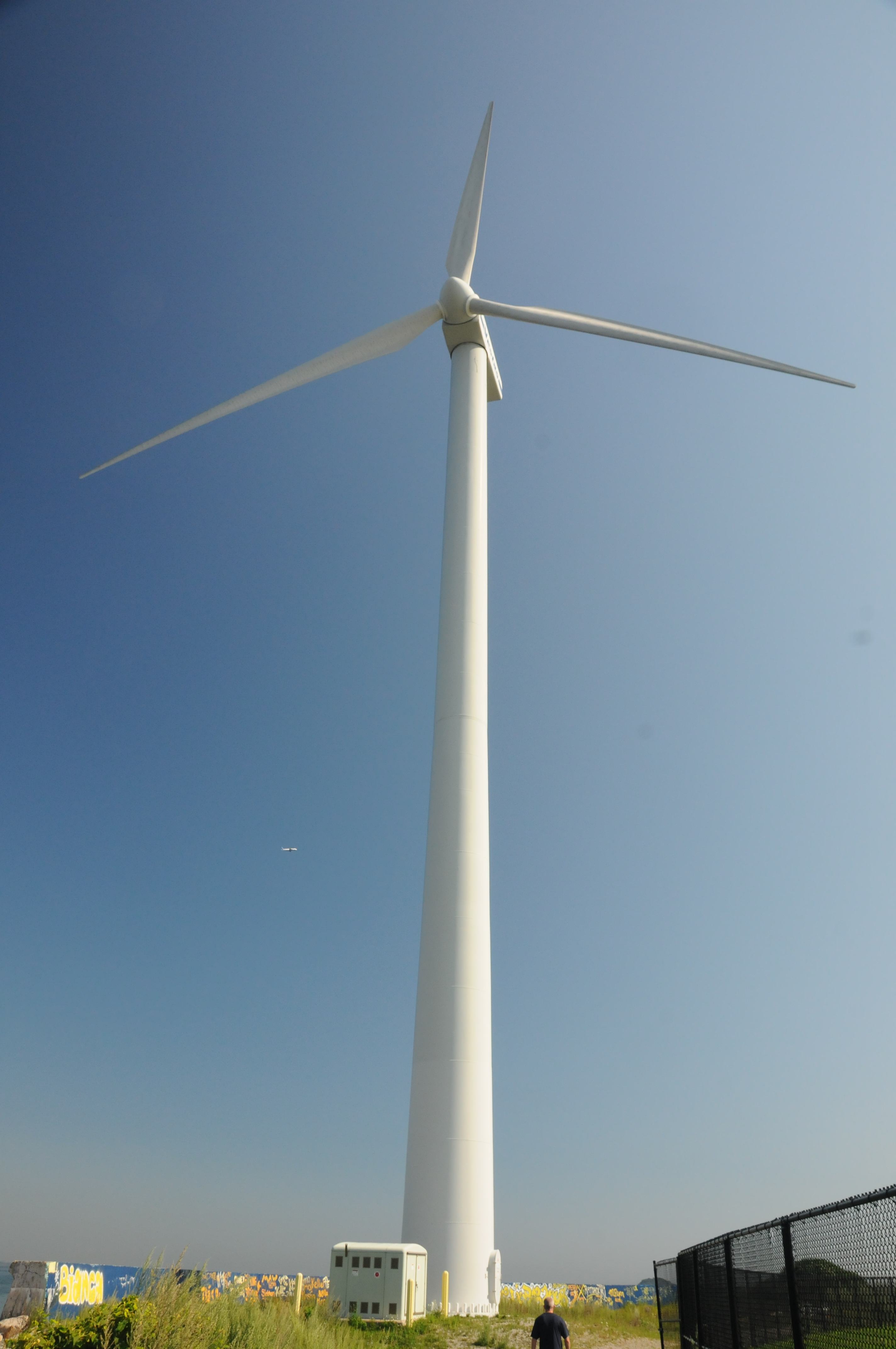
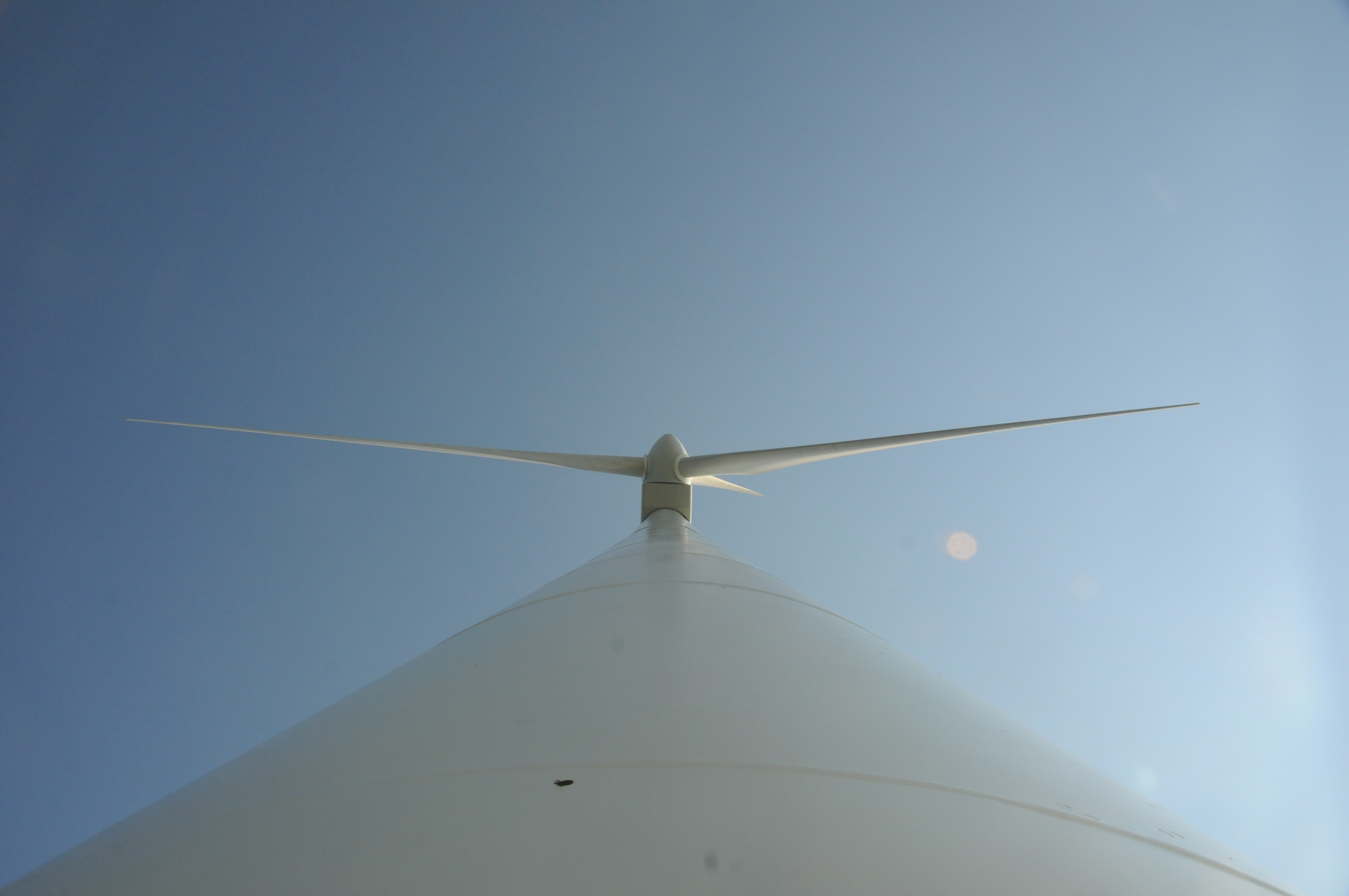
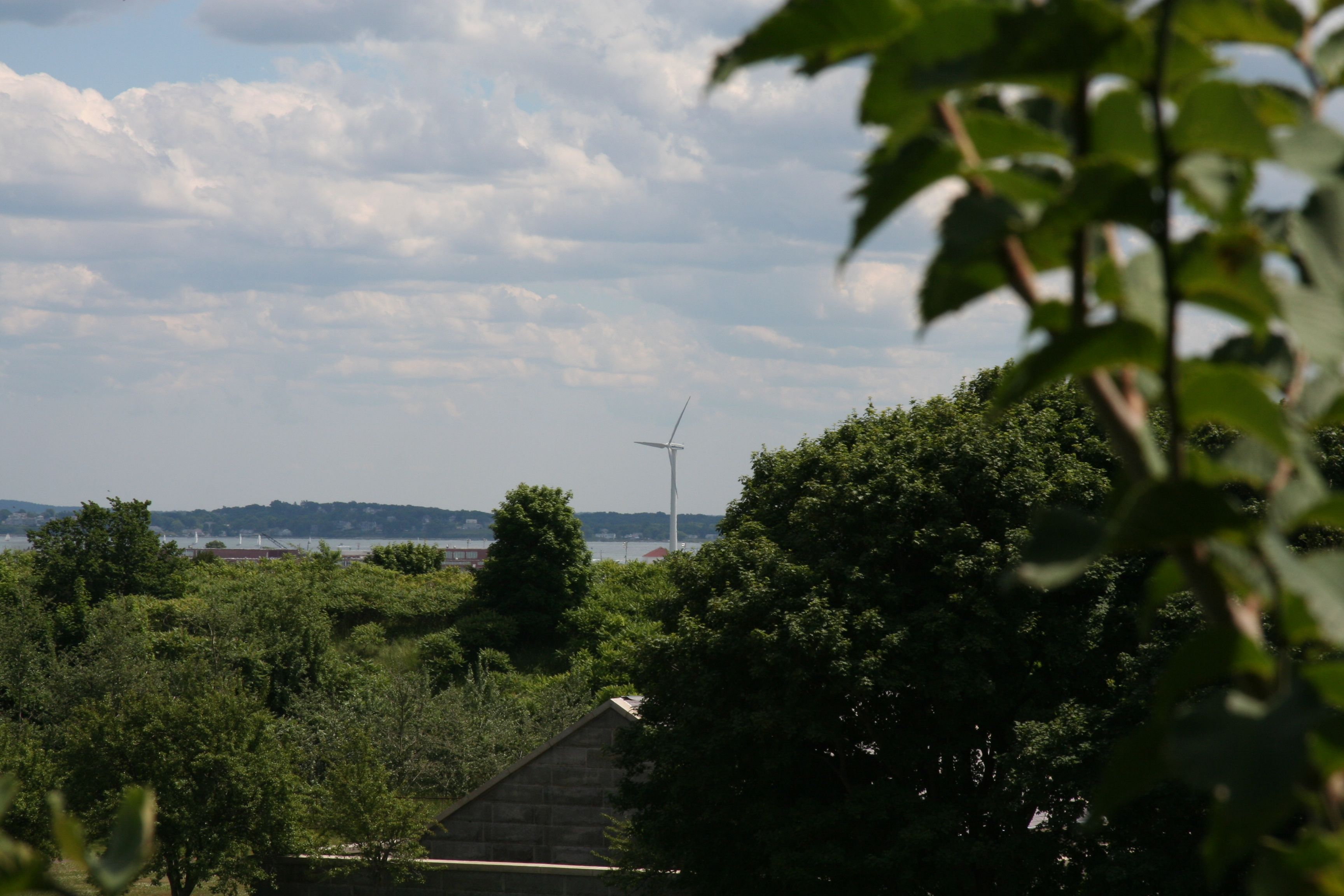
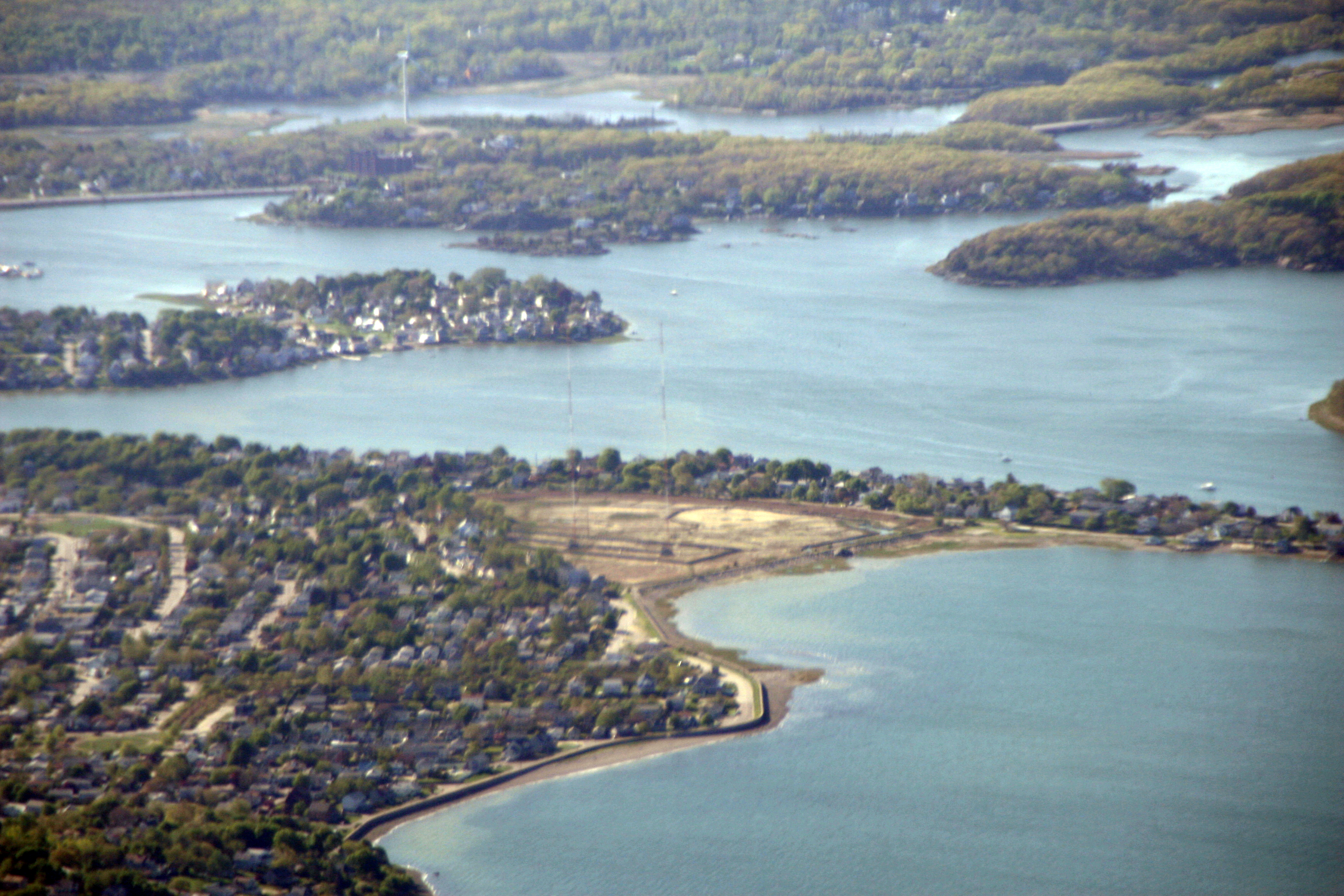